# Giōrgos Zīndros
Giōrgos Zīndros (in greco Γιώργος Ζήνδρος?; Oradea, 5 maggio 1955) è un ex calciatore greco, di ruolo centrocampista.